# Provincia Valladolid
Valladolid este o provincie în Spania, în comunitatea autonomă Castilia-Leon. Capitala sa este Valladolid.

Diviziunile Provinciei Valladolid